# Figen Yüksekdağ
Figen Yüksekdağ (Adana, 19 dicembre 1971) è una politica e giornalista turca.
È stata leader, assieme a Selahattin Demirtaş, del Partito Democratico dei Popoli che rappresenta la minoranza curda della Turchia. Alle elezioni parlamentari del giugno 2015 viene eletta deputata.

## Biografia
Ha svolto l'attività di giornalista per il quotidiano comunista Atılım nonché editore della rivista Sosyalist Kadın (Donna socialista). Prima di essere eletta parlamentare, era impegnata in campagne per la tutela dei diritti delle donne. Nel 2010 crea il Partito socialista degli oppressi (Ezilenlerin Sosyalist Partisi, ESP) che, nel 2014, va a confluire nel Partito Democratico dei Popoli (del quale Figen Yüksekdağ diventa co-presidente). 
Il 4 novembre 2016, veniva arrestata dalla polizia turca assieme ad altri deputati del suo partito: da allora è rimasta in stato di detenzione per cinque anni.